# Marienkirche (Białogard)
Die Marienkirche (polnisch kościół pod wezwaniem Najświętszej Marii Panny) in Białogard (Belgard) ist ein Ziegelbau in gotischem Stil und stammt aus dem frühen 14. Jahrhundert. Sie ist die älteste der vormals drei Kirchen der Kreisstadt in Pommern.

## Baubeschreibung

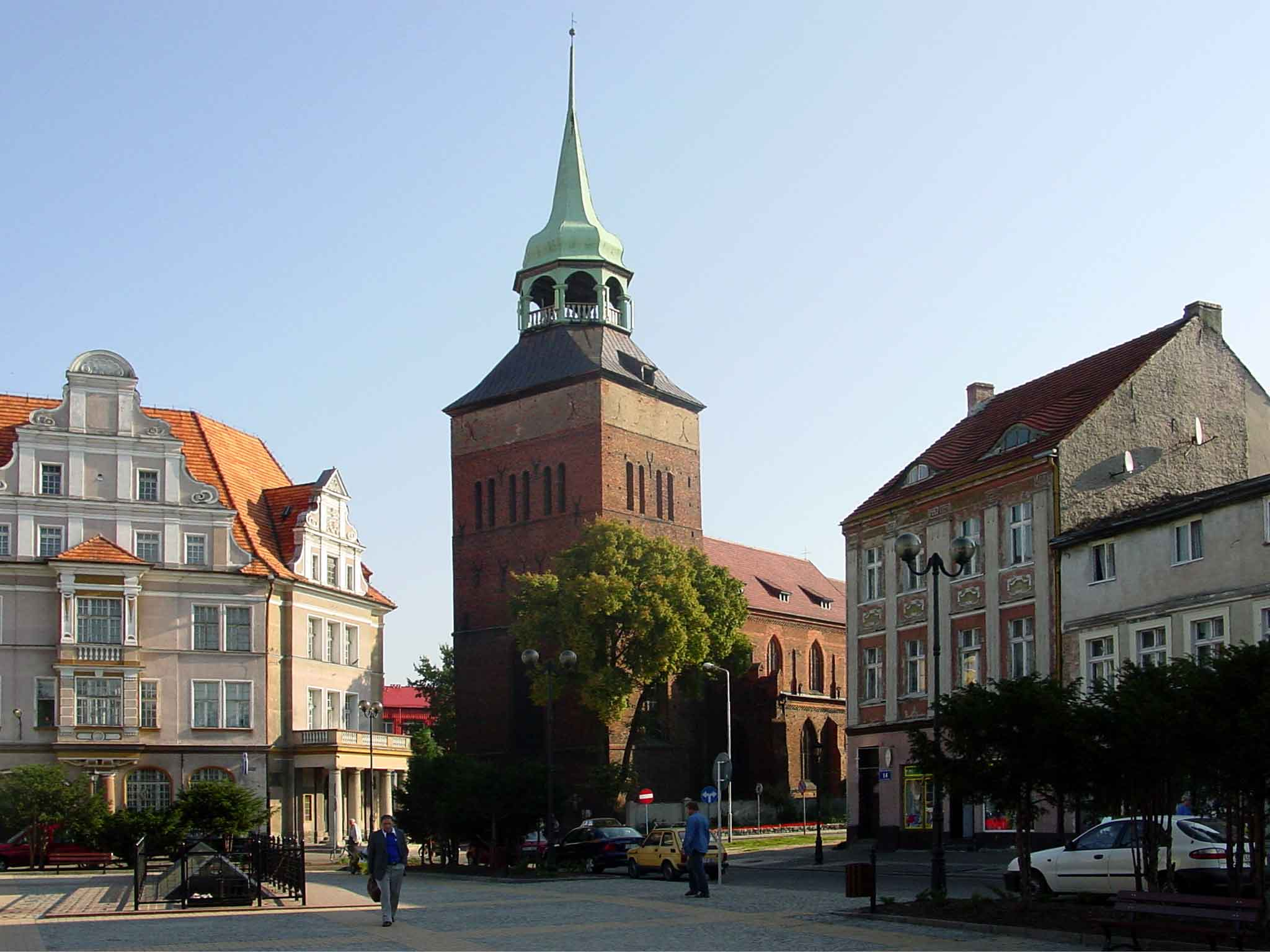
Marienkirche zu Białogard

Bei der Marienkirche handelt es sich um eine dreischiffige Pfeilerbasilika mit einschiffigem, dreiseitig geschlossenen Chor und je einer Kapelle an den Längsseiten. Das Dach des Mittelschiffs war vor einem Brand im Jahre 1677 ursprünglich höher gehalten.
Der Westturm ruht auf einem Feldsteinsockel und ragt über den Haupteingang mit Vorhalle in 60 Meter Höhe hinauf. Sein massiger Bau geht über dem Dach in einen achteckigen Umgang mit Balustrade und Bogenöffnungen über. Den Abschluss bildet eine welsche Turmhaube.
Ursprünglich erhob sich der Turm schlanker in seine Höhe. Nach Bränden in den Jahren 1561 und 1677 wurde er jeweils niedriger ausgeführt.
Der Hochaltar im Innern ist zehn Meter hoch und fünf Meter breit. Er stammt aus der Übergangszeit der Renaissance zum Barock. Die Messingkronleuchter stammen aus den Jahren 1605, 1668 und 1851.
In ihrer Geschichte erlebte die Marienkirche mehrfach Instandsetzungen, wie in den Jahren 1838 bis 1840 und 1879 bis 1880. Eine sehr umfangreiche Renovierung fand 1912/13 statt, bei der das Mittelschiff wieder das ursprüngliche Sterngewölbe erhielt. Für Chor, Turm und Sakristei wurden zudem neue Fenster in Glasmalerei mit biblischen Motiven gestiftet. Auch die Grüneberg-Orgel wurde 1912 eingebaut.
Im Jahre 1922 wurde eine Bronzeglocke der Marienkirche aus dem Jahre 1677 nach Rarfin in die dortige Pfarrkirche gebracht. Von dort musste sie im Zweiten Weltkrieg zum Einschmelzen für Munitionszwecke abgeliefert werden. Doch wie ein Wunder blieb ihr das endgültige Schicksal erspart: im Jahre 1953 wurde sie aufgefunden und als Leihgabe an die evangelische Kirchengemeinde Leichlingen gegeben, wo sie als Friedhofsglocke ihren Dienst tut.
Bei der Besetzung der Stadt am 5. März 1945 durch Truppen der Roten Armee blieb das Gotteshaus unbeschädigt.
Der Schriftsteller und Kunsthistoriker Franz Theodor Kugler (1808–1858) bezeichnete die Belgarder Marienkirche als die „edelste, ostpommersche Kirche“, was er sowohl auf die äußere, als auch auf die innere Gestaltung bezog. Nicht Vielgestaltigkeit und Aufwendigkeit zählten dabei, sondern die fast spröde Einfachheit, die als Ehrlichkeit und Kraft empfunden werden.

## Geschichte
Als Bischof Otto von Bamberg (1060–1139), der „Apostel der Pommern“, anlässlich einer Missionsreise im Frühjahr 1125 auch Belgard aufsuchte, soll seine Predigt die Belgarder zum Bau einer Kirche veranlasst haben, die den Namen „Allerheiligen-Kirche“ erhielt. Tatsächlich dürfte es sich dabei aber wohl nur um einen Altar aus Holz gehandelt haben, über dem ein Schutzdach angebracht wurde.
Es ist nicht überliefert, ob aus dieser eher provisorischen Anlage im Laufe der Zeit ein Gotteshaus wurde, das dann vielleicht später dem Steinbau der Marienkirche weichen musste. Für die Jahre 1275 bis 1285 jedenfalls wird bereits ein Geistlicher (Plebanus) Witzlaw genannt.
1315 wurde Belgard wieder eine Residenzstadt, als sich der Pommernherzog Wartislaw IV. (ca. 1290–1326) hier niederließ. In diese Zeit fällt der Baubeginn der Marienkirche.
Die Einführung der Reformation in Pommern verlief „schleppend“. Zwar hatte im Jahre 1535 der Landtag zu Treptow an der Rega die „Pommersche Kirchenordnung“ von Johannes Bugenhagen (1485–1558), dem „Doktor Pommer“, verabschiedet, doch konnte ihre Einführung erst nach dem Ableben des – zunächst zustimmenden, dann sie aber wieder ablehnenden – Bischofs Erasmus von Manteuffel-Arnhausen (1480–1544) im Jahre 1545 erfolgen. Allerdings wurde in Belgard bereits aufgrund dieser Kirchenordnung der Gottesdienst und das Schulwesen umgestaltet bzw. neu eingerichtet. Bereits 1540 fand eine Kirchenvisitation in Belgard statt, und 1545 wird auch als reformatorischer Geistlicher Johann Kistemacher genannt. Das Kirchenpatronat hatte – wie schon vorher – der Landesherr inne.
In Belgard wurden zur Versorgung der Predigerstellen an der Marien- oder Pfarrkirche, an der Georgenkirche und an der später eingefallenen Jakobikirche anfangs zwei Pfarrstellen eingerichtet. Erst 1784 kam eine dritte Stelle hinzu. Der „Präpositus“ (Propst) war zugleich der Pastor primarius der Marienkirche. Der Diakonus musste anfangs auch als Lehrer an der Stadtschule mitarbeiten. Später, als dann auch der Bau der Petrikirche die Jakobikirche ersetzte, waren die Pfarrstellen gleichwertig, auch wenn danach die erste Stelle mit der der Superintendentur des Kirchenkreises Belgard verbunden wurde.
Das Kirchspiel Belgard mit den drei Stadtkirchen schloss zwölf Landgemeinden ein: Ackerhof (Przemiłowo), Alt Lülfitz (Lulewice), Buchhorst (Żelimucha), Denzin (Dębczyno), Groß Panknin (Pękanino), Kamissow (z. T.) (Kamosowo), Klein Panknin (Pękanino), Kösternitz (Kościernica), Neu Lülfitz (Lulewiczki), Roggow (Rogowo), Rostin (Rościno) und Vorwerk (Kisielice).
Am 17. Oktober 1945 wurde die Belgarder Marienkirche nach 400 Jahren evangelischen Gottesdienstes in deutscher Sprache zugunsten der polnischen katholischen Kirche enteignet. Das Äußere der Kirche hat sich seither wenig verändert. Im Innern sind die deutschen Inschriften von den Emporen entfernt worden. Auch ist manch neuer katholischer bzw. polnischer Kultgegenstand eingefügt worden. Die Kirche liegt nun im römisch-katholischen Bistum Köslin-Kolberg im Erzbistum Stettin-Cammin.
Die Betreuung der evangelischen Gläubigen obliegt heute dem Pfarrer der evangelischen Kirchengemeinde Koszalin (Diözese Pommern-Großpolen) der polnischen Evangelisch-Augsburgischen Kirche. Die katholische Kirchengemeinde Białogard stellt die Georgenkirche (Kościół pw. św. Jerzego) für die evangelischen Gottesdienste zur Verfügung, die dort regelmäßig, auch in deutscher Sprache, gehalten werden. Die Petrikirche wurde 1960 wegen Baufälligkeit abgerissen.

## Pfarrer an der Marienkirche

### Vorreformatorisch
1. Witzlaw (Plebanus), 1275–1285
2. Tetzlaw (Plebanus), 1307
3. Bertold de Osten, 1326–1333
4. Eghardus, 1370
5. Ubrich Zabow, 1387–1390
6. Nicolaus Brugehanen, 1422
7. Sander Gutzlow, 1468
8. Nicolaus Redemer, 1484
9. Nicolaus Flemming, 1491 († 1531)

### Reformatorisch bis 1945
Eigentlich sollte Markus Manteuffel zum ersten reformatorischen Geistlichen bestellt werden. Der lehnte jedoch ab, weil das „geringe Gehalt zu seiner Erhaltung nicht hinreichend“ sei.
I.
1. Johann Kistemacher, 1545
2. Joachim Völtzke, 1555
3. Anton Fuchs (Voß), 1556–1605
4. Jakob Meyer, 1606–1608
5. M. Adam Willich, 1609–1630
6. Peter Moratz, 1631–1640
7. M. Friedrich Meyer, 1642–1686
8. M. Jakob Beilfuß, 1686–1695
9. Martin Friedrich Wendt, 1695–1700
10. D. Christoph Barfknecht, 1700–1739
11. Christoph Friedrich Barfknecht (Sohn von 10.), 1740–1755
12. Christoph Friedrich Thyme, 1755–1784
13. Carl Friedrich Müller, 1784–1793
14. Georg Ludwig Diestel, 1794–1829
15. Erdmann Friedrich Wegener, 1830–1840
16. Adolph Heinrich Eduard Lehmann, 1841–1870
17. Karl Friedrich Wilhelm Wegener, 1870–1882
18. Theodor Karl Michael Gehrke, 1882–1888
19. Martin Gensichen, 1888–1895
20. Otto Emil Klar, 1895–1923
21. Johannes Zitzke, 1924–1947

II.
1. Johann Bogotzke, † 1556
2. Jakob Meyer, 1556–1606
3. Daniel Vacke, 1608–?
4. Peter Moratz
5. Jakob Pagenkopf, 1631–1663
6. M. Jakob Beilfuß, 1664–1686
7. Martin Friedrich Wendt, 1687–1695
8. Christian Tornow, 1698–1740
9. Michael Lange, 1741–1778
10. Carl Friedrich Müller, 1778–1793
11. Johann Heinrich Hartung, 1794–1800
12. Christian Wilhelm Messerschmidt, 1801–1804
13. Johann Christian Hill, 1806–1841
14. Ernst Wilhelm August Müller, 1843–1849
15. Berthold Hermann Hasenjäger, 1849–1856
16. Traugott Wilhelm Ludwig Hanisch, 1856–1895
17. Friedrich Wilhelm Backe, 1886–1901
18. Gustav Friedrich Karl Büttner, 1901–1932
19. Gustav Wendt, 1932–1939
20. Dr. Hans Wenschkewitz, 1940–1945

III.
1. Johann Heinrich Hartung, 1784–1793
2. Christian Wilhelm Messerschmidt, 1794–1800
3. Ludwig Wilhelm Klein, 1801–1830
4. Karl August Hahn, 1831–1833
5. Gustav Georg Leonhard Köhnk, 1834–1846
6. Karl Ludwig Hendrik, 1846–1852
7. Theodor Wilhelm Barz, 1852–1856
8. Friedrich Wilhelm Karl Backe, 1856–1886
9. Wilhelm Friedrich Plathe, 1886–1887
10. Gustav Friedrich Karl Büttner, 1888–1901
11. Johannes Beckmann, 1901–1912
12. August Gutzke, 1913
13. Adolf Bartholomäus, 1914–1937
14. Gerhard Schlecht, 1938–1945